# A Lien
A Lien (frei übersetzt Ein Pfandrecht) ist ein US-amerikanischer Kurzfilm von David Cutler-Kreutz und Sam Cutler-Kreutz aus dem Jahr 2023, die 2025 für und mit ihrem Film für einen Oscar nominiert sind.

## Inhalt
Oscar Gomez ist 1994 in die USA eingewandert und will nun in der Einwanderungsbehörde seinen Aufenthalt legalisieren und die amerikanische Staatsbürgerschaft beantragen. Seine Ehefrau Sophia ist Amerikanerin. Die beiden haben eine kleine Tochter.
Sophia und Oscar müssen in dem langwierigen Prozedere erkennen, welch gefährliche Klippen umgangen werden müssen. Oft ist Sophia am Rande der Verzweiflung, ob der vielen Fragen und zahlreichen Dokumente, die benötigt werden. Ihr Mann Oscar versucht trotz der misslichen Lage, in der man sich befindet, seine Würde zu bewahren und seine Verletzlichkeit zu verbergen. Die vielen Stunden, die das Paar im Einwanderungszentrum mit seinen alltäglichen Geräuschen und seiner erstickenden Atmosphäre verbringen muss, zehren an den Nerven. Hinzu kommt die kalte und unpersönliche Art, die dort herrscht, was den starken Kontrast zwischen vermeintlicher Normalität bürokratischer Prozesse und der unter der Oberfläche verborgenen Brutalität noch unterstreicht. So wird Sophias Mann Oscar wegen eines Verwaltungsfehlers vorübergehend festgenommen ebenso die gemeinsame Tochter des Paares. Sophia dringt mit ihrer Bitte, zumindest ihre Tochter zu verschonen, anfangs nicht durch. Das Auseinanderreißen der Familie ist unglaublich hart für alle Beteiligten.
Ihre Tochter bekommt Sophia zurück, was mit ihrem Mann ist, der genötigt wird, ein Fahrzeug zu besteigen, nachdem sich das Paar innig umarmt hat, bleibt offen.

## Produktion, Veröffentlichung
Der Film wurde von den Brüdern David Cutler-Kreutz und Sam Cutler-Kreutz produziert. 
Premiere hatte der Film am 23. Januar 2023 in Australien beim Flickerfest International Short Film Festival. Vorgestellt wurde der Film auch auf dem Vancouver International Film Festival und auf dem Brooklyn Film Festival sowie dem Seattle International Film Festival, dem Austin Film Festival, dem Rhode Island International Film Festival und dem Enesimo Film Festival.

## Rezeption

### Kritik
Navid Nikkah Azad befasste sich bei ZIZ NEWS mit dem Film und stellte fest, dass der Kurzfilm sich mit der erschütternden Realität des Umgangs der US-Einwanderungs- und Zollbehörde mit illegalen Einwanderern befasse. Mit präziser Regie, nahtlosem Schnitt und eindrucksvoller Kameraführung übe der Film beißende Kritik am Umgang der amerikanischen Regierung mit der Einwanderung und nehme insbesondere die Politik der Trump-Regierung gegenüber illegalen Einwanderern unter die Lupe. Bereits die Eröffnungssequenzen des Films seien intime Nahaufnahmen, die den Zuschauer sofort in das spürbare Gefühl der Not der Charaktere eintauchen lassen würden. Auch der Einsatz von Handkameras und intensiven Bewegungen erzeuge effektiv eine Atmosphäre des Unbehagens und der Erwartung und spiegele die innere Unruhe der Charaktere wider. Eine der Stärken des Films liege in seinem überzeugenden Schnitt, der nahtlose Übergänge zwischen den Szenen schaffe und so ein immersives Erlebnis schaffe, das das Publikum fessele und packe. Den Filmemachern gelinge es, eine zum Nachdenken anregende Erzählung zu schaffen, die als eindringlicher Kommentar zu den ethischen und humanitären Auswirkungen der Einwanderungskontrolle diene. A Lien sei eine überzeugende Filmkritik, die mit ihrer ergreifenden Erzählweise und eindrucksvollen visuellen Darstellung die beunruhigenden Folgen der Einwanderungspolitik beleuchtet. Es sei ein zeitgemäßes und bewegendes Werk, das das Publikum mit den moralischen Dilemmata und den menschlichen Folgen einer rigiden Einwanderungspolitik konfrontiere und zum Nachdenken und Mitgefühl für die Betroffenen auffordere.

### Auszeichnungen
- Austin Film Festival 2023: Sam Cutler-Kreutz und David Cutler-Kreutz nominiert für und mit dem Film in der Kategorie „Bester Kurzfilm“
- Academy Awards 2025: Sam Cutler-Kreutz und David Cutler-Kreutz nominiert für und mit dem Film in der Kategorie „Bester Kurzfilm“